# ようこそ千葉〜おもてなしの心〜
『ようこそ千葉〜おもてなしの心〜』（ようこそちば〜おもてなしのこころ〜）は、フジテレビで毎週日曜日8:55 - 9:00（JST）に放送された千葉県内の観光情報番組。

## 概要
毎週千葉県内の観光スポットを紹介すると共に、そのスポットに関係する人々が観光客等に対して行う様々な「おもてなし」が紹介される番組。毎回番組冒頭及びエンディングで千葉県知事の森田健作が挨拶を行う。森田が挨拶を行ってはいるが、当番組は千葉県及び県内自治体の広報番組ではなかった。
なお、当番組は5分番組としては珍しく、スポンサーが3社あった。3社は千葉銀行・キッコーマン・東京ディズニーリゾートであり、いずれも千葉県に関連する企業である（キッコーマンは本社及び発祥の地が野田市で、東京ディズニーリゾートは浦安市にある）。
同番組は2010年4月 - 9月に放送されたが、同年10月からはほぼ同内容の『千葉の贈り物〜まごころ配達人〜』を放送する。